# Eugen Spitzweg
Eugen Spitzweg (* 1840 in München; † 1914 in München) war ein deutscher Verleger. 

## Leben
Spitzweg, der Neffe des Malers Carl Spitzweg war, spielte im Musikleben der zweiten Hälfte des 19. Jahrhunderts eine wichtige Rolle. Ab 1884 war er Teilhaber und Geschäftsführer des 1824 gegründeten Musikverlags Aibl, der 1888 sämtliche Verlagsrechte der Firma Falter & Sohn und 1892 ebenso die der Firma Alfred Läuterer übernahm. Spitzweg war mit dem Dirigenten Hans von Bülow befreundet, der ihn mit dem jungen Richard Strauss bekannt machte. Er förderte den zu dieser Zeit noch unbekannten Komponisten und verlegte fast alle seine Werke bis op. 37, darunter alle Tondichtungen von Macbeth bis Don Quixote sowie die Oper Guntram (Oper). Er veröffentlichte auch Werke des jungen Max Reger, der ihm eine der Romanzen op. 50 (1900) für Violine mit Begleitung von kleinem Orchester widmete. 1904 ging der Verlag an die Universal Edition in Wien über.